# براد إم. كيلي
براد إم. كيلي (بالإنجليزية: Brad M. Kelley)‏ هو شخصية أعمال أمريكي، ولد في 27 مارس 1956.